# Burg Megling
Die Burg Megling, auch Schloss Stampfl oder Stampflschlössl genannt, ist die Ruine einer Höhenburg in Stampfl, einem Ortsteil des Marktes Gars am Inn im Landkreis Mühldorf am Inn. Der ehemalige Bergfried der Burg, ein kastenförmiger dreigeschossiger Bau mit steilem Halbwalmdach, ist erhalten und wird heute auch mit Schloss Stampfl oder Stampflschlössl bezeichnet. Die Anlage ist unter der Aktennummer D-1-83-118-98 als denkmalgeschütztes Baudenkmal von Au am Inn verzeichnet. Ebenso wird sie als Bodendenkmal unter der Aktennummer D-1-7839-0012 im Bayernatlas als „Burgstall des hohen und späten Mittelalters ("Burg Megling") sowie untertägige spätmittelalterliche und frühneuzeitliche Befunde im Bereich von Schloss Mödling ("Stampfl-Schloss") mit abgegangenen Wirtschaftsgebäuden“ geführt.

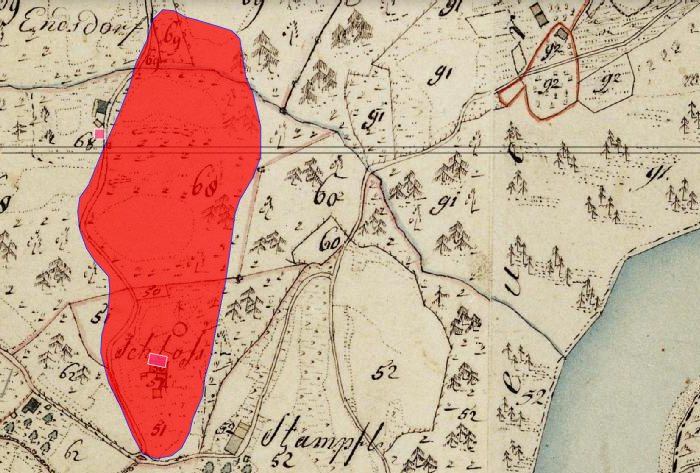
Lageplan von Burg Megling auf dem Urkataster von Bayern

## Geografische Lage
Der Bau liegt auf 540 m ü. NN über dem Stampflberg etwa 200 Meter über dem Inn auf der Gemarkung Au am Inn des Marktes Gars am Inn im Landkreis Mühldorf am Inn in Bayern. 

## Geschichte

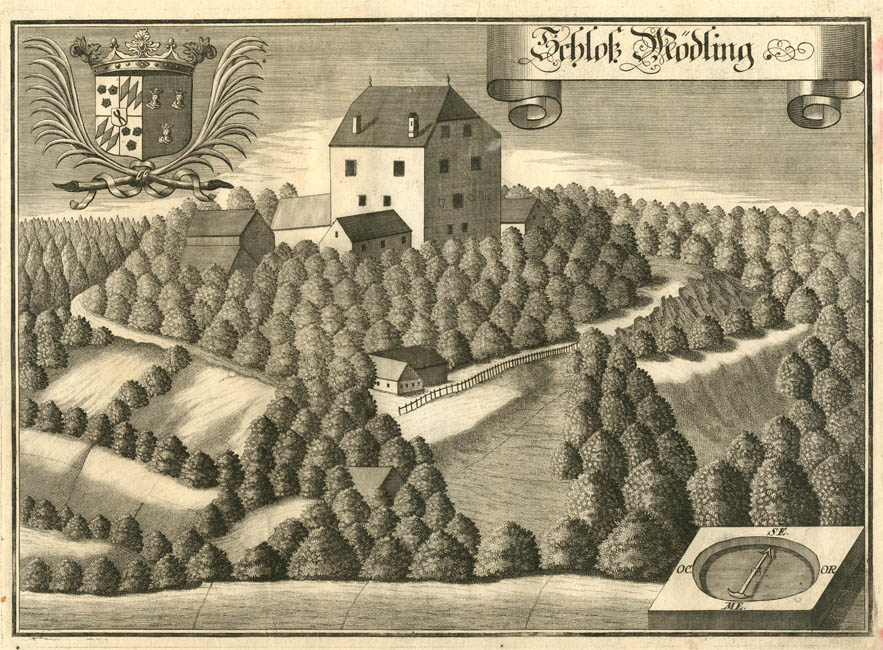
Schloss Megling nach einem Stich von Michael Wening (um 1720)

Die Burg mit dem Wohnturm wurde von Graf Kuno II. von Megling im Jahre 1123 erbaut. Kuno II. war Schutzvogt der Klöster Gars und Au am Inn. Bis Anfang des 13. Jahrhunderts saßen die Grafen von Megling auf ihrer Stammburg und übten die Vogtei über die Augustiner-Chorherrenstifte Kloster Au am Inn und Kloster Gars aus.
Heute zeugen noch Buckelquader von der Wehrhaftigkeit der auf drei Seiten von steilen Abhängen geschützten Höhenburg. Der Sage nach sollen Raubritter den Inn mit eisernen Ketten abgesperrt haben, um die vorbeifahrenden Schiffe zu plündern. Auch soll es einen heute verschütteten Geheimgang hinab zum Inn gegeben haben. Die Grafenfamilie der Meglinger war mit folgenden hochadeligen Familien verwandt und verschwägert: Grafen von Frontenhausen-Lechsgemünd, Grafen von Rott, Grafen von Tegernbach, Grafen von Eppan (Hocheppan Südtirol), Grafen von Falkenstein-Weyarn, Grafen von Vohburg. Die Grafen von Megling hatten ein Gefolge von 25 Rittern im westlichen Isengau und starben 1205–1213 ohne männliche Nachkommen aus. 